# Ernst Cassirer

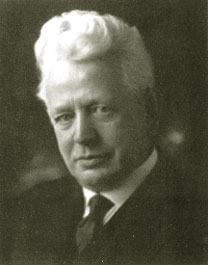
Ernst Cassirer

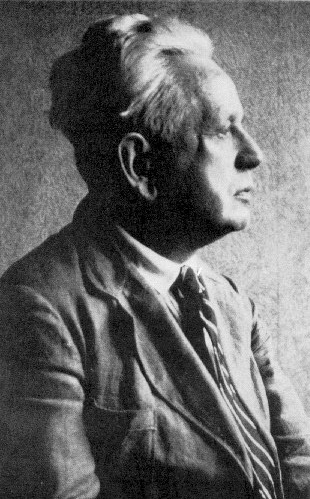
Foto von Cassirer

Ernst Alfred Cassirer (* 28. Juli 1874 in Breslau; † 13. April 1945 in New York) war ein deutscher Philosoph aus der Familie Cassirer.
Cassirer forschte und lehrte zunächst in Berlin, ab 1919 als Philosophieprofessor an der Universität Hamburg. Er verließ Deutschland am 12. März 1933, sechs Wochen nach der Machtergreifung des NS-Regimes, auf Grund zunehmender Diskriminierung seiner Person und Familie jüdischer Herkunft. Er arbeitete zunächst als Gastprofessor an der University of Oxford. Er wurde dann 1935 Inhaber eines philosophischen Lehrstuhls an der Universität Göteborg und 1939 schwedischer Staatsbürger. 1941 emigrierte er in die USA, wo er als Professor an der Yale-Universität und an der Columbia-Universität in New York tätig war.
Bekannt wurde Cassirer durch sein kulturphilosophisches Hauptwerk, die Philosophie der symbolischen Formen. Daneben verfasste er eine Reihe von erkenntnis- und wissenschaftstheoretischen und philosophiehistorischen Schriften.

## Leben

### Familie und Ausbildung
Ernst Cassirer wurde als zweites von sieben Kindern des jüdischen assimilierten Kaufmanns Eduard Cassirer und dessen Ehefrau Eugenie (Jenny) Cassirer in Breslau geboren. Nach dem Abitur am Johannesgymnasium Breslau studierte er ab 1892 zunächst Rechtswissenschaft, bald darauf Deutsche Literatur und Philosophie an der Friedrich-Wilhelms-Universität Berlin. Er hörte 1893/94 Friedrich Paulsen in Philosophiegeschichte und auch Georg Simmel über Immanuel Kant. Als dieser in einer Nebenbemerkung die Arbeiten Hermann Cohens als herausragend lobte, beschaffte sich Cassirer kurzfristig dessen Arbeiten und setzte sich intensiv mit ihnen auseinander. Ab 1896 studierte er an der Philipps-Universität Marburg. Er wurde in den unmittelbaren Studentenkreis Cohens aufgenommen und schloss sich der Marburger Schule des Neukantianismus an. 1899 wurde Cassirer bei Hermann Cohen und Paul Natorp über Descartes’ Kritik der mathematischen und naturwissenschaftlichen Erkenntnis promoviert.
1902 heiratete er seine Cousine Antonielle (Toni) Bondy (1883–1961), mit der er drei Kinder hatte: Heinrich Walter (1903–1979; Professor für Philosophie), Georg Eugen (1904–1958; Angestellter und Fotograf) und Anna Elisabeth (1908–1998; Geigerin und Psychologin).
Der Kunsthändler und Verleger Paul Cassirer sowie der Verleger und Galerist Bruno Cassirer waren seine Cousins.

### Universitätskarriere in Deutschland
Seine Arbeit über Leibniz’ System wurde zwar preisgekrönt, aber an mehreren Universitäten als Habilitationsschrift nicht angenommen. 1906 habilitierte sich Cassirer schließlich mit der Studie Das Erkenntnisproblem in der Philosophie und Wissenschaft der neueren Zeit in Berlin. In den nächsten dreizehn Jahren war er dort Privatdozent und arbeitete vor allem an den Grundlagen seines erkenntnistheoretischen Werkes. Für die zweite Auflage der Habilitationsschrift erhielt er 1914 den Kuno-Fischer-Preis der Universität Heidelberg.
Mitte 1919 folgte er einem Ruf an die neu gegründete Universität Hamburg, wo er bis März 1933 als Professor für Philosophie tätig war. 1929/30 war er Rektor der Universität; damit war er einer der ersten deutsch-jüdischen Rektoren an einer Universität in Deutschland.
1923 bis 1929 veröffentlichte er sukzessive sein dreibändiges Hauptwerk, die Philosophie der symbolischen Formen. Damit schuf er eine bedeutungstheoretische Lehre von der Gestaltung der Wirklichkeit durch den Menschen. Sein Ziel ist es, – in Ergänzung und Abwandlung kantischer Ideen – die Verschiedenartigkeit von Zugangsweisen zur Welt wie Mythos, Religion, Wissenschaft, Sprache usw. durch Symbole aufzuzeigen. Darüber hinaus arbeitete Cassirer an der Hamburger Kulturwissenschaftlichen Bibliothek Warburg mit ihrem als Kunsthistoriker und Kulturwissenschaftler sehr bekannten Gründer Aby Warburg eng zusammen. Hier entstanden einige Studien, insbesondere zur Renaissance. Er hielt am 1. Mai 1926 die Eröffnungsrede des Neubaus der Bibliothek, des heutigen Warburg-Hauses. Seine Festrede über Die Idee der republikanischen Verfassung, die er am 11. August 1928 auf Einladung des Senats der Stadt im Hamburger Rathaus zur Feier des zehnten Jahrestags der deutschen Verfassung hielt, ist ein engagiertes Bekenntnis zur Verfassung der Weimarer Republik. Seine Antrittsrede als Rektor vom 7. November 1929 Formen und Formwandlungen des philosophischen Wahrheitsbegriffs widmete er der Frage nach dem Verhältnis von Wahrheit und Methodenvielfalt in den Wissenschaften.
1929 kam es auf einem philosophischen Symposium, der Davoser Disputation im Rahmen der II. Internationalen Hochschulkurse, zur zweiten von insgesamt drei Begegnungen zwischen Cassirer und Martin Heidegger. Das viel beachtete Streitgespräch zwischen den zwei Philosophen kreiste um die Frage Wie ist Freiheit möglich? Im Anschluss an die prinzipielle Differenz in der Kant-Interpretation (Erkenntnisgrundlage der Naturwissenschaften in der Endlichkeit vs. neuartige Ontologie in der Zeitlichkeit des Daseins) trat Cassirer als vermittelnder Brückenbauer auf, der auf einer gemeinsamen Orientierung am Wahrheitsanspruch der Wissenschaft bestand; Heidegger betonte dagegen den Willen zum Dissens.

### Emigration und Tod
Cassirer verließ Deutschland am 12. März 1933, sechs Wochen nach der Machtergreifung des NS-Regimes, und emigrierte.
Eine Woche zuvor war die NSDAP bei der Reichstagswahl 1933 stärkste Partei geworden und vier Tage zuvor hatte die Hamburgische Bürgerschaft einen Senat gewählt, in dem die NSDAP die Hälfte der Senatoren und den ihr nahestehenden Ersten Bürgermeister stellte.
Am 5. April 1933 bat Cassirer von Zürich aus die Hamburgische Universität um Beurlaubung von den Vorlesungen und die Enthebung von allen Verpflichtungen als Hochschullehrer. Er kam damit dem Gesetz zur Wiederherstellung des Berufsbeamtentums zwei Tage zuvor. Auf der Basis dieses Gesetzes wurde er am 27. Juli zum 31. Oktober 1933 zwangsweise in den Ruhestand versetzt.
Cassirer ging nach Großbritannien und lehrte an der Universität Oxford als Gastprofessor. 1935 übernahm er einen philosophischen Lehrstuhl an der Universität Göteborg und wurde 1939 schwedischer Staatsbürger.
1941 übersiedelte Cassirer in die USA und lehrte dort zunächst an der Yale University in New Haven, ab 1944 dann an der Columbia University in New York City. In die New Havener Zeit fällt seine Schrift Essay on Man, in der Cassirer seine kulturphilosophische Theorie der symbolischen Formen zu einer anthropologischen Philosophie ausbaut und seine Grundgedanken auch für ein breiteres Publikum zusammenfasst.
Ernst Cassirer starb im April 1945 in New York City an einem Herzanfall. Der junge Rabbiner Arthur Hertzberg, welcher an der Columbia University ein Student Cassirers war, leitete die Trauerfeier. Cassirers Grab befindet sich in Westwood (New Jersey) auf den Cedar Park Beth-El Cemeteries in den Gräbern der Congregation Habonim. Seine Analyse zur Entstehung des Nationalsozialismus in Vom Mythus des Staates erschien erst nach seinem Tod.

## Philosophie – Überblick
Die Philosophie Ernst Cassirers wird einerseits dem naturwissenschaftlich orientierten Neukantianismus der Marburger Schule zugeordnet. Über die Kategorie der symbolischen Formen und Themen der Sprachphilosophie nahm Cassirer aber auch genuine Denkströmungen des 20. Jahrhunderts auf und formulierte eine eigenständige Kulturphilosophie, die in der Rezeption besonders hervorgehoben wird. Außerdem entwickelte er eine philosophische Anthropologie, die schließlich in der von der eigenen Biographie mitbegründeten staatsphilosophischen Arbeit mündet, in der er sich mit dem Phänomen des Nationalsozialismus auseinandersetzt.

## Erkenntnistheorie
In Marburg befasste Cassirer sich ab dem Herbst 1896 zunächst mit der Aufarbeitung der Erkenntnistheorie. Hierzu entstanden die Dissertation über Descartes und die zwar preisgekrönte, aber nicht als Habilitation angenommene Arbeit über die wissenschaftlichen Grundlagen von Leibniz’ System (1902), in der er das mathematische Denken von Descartes bis Leibniz als Grundlage der wissenschaftlichen Erkenntnis beschrieb und sich mit der Thematik der Relationen und der Kontinuität auseinandersetzte. Im nächsten Schritt erweiterte er seine Fragestellung auf die Erkenntnis im Allgemeinen und publizierte 1906 und 1907 die ersten beiden Bände der vierbändigen Geschichte zur neueren Entwicklung des Erkenntnisproblems. Cassirer lehnte sich dabei eng an Paul Natorp an. Ein an die Sinnlichkeit gebundenes A priori (als konstitutives Prinzip) lehnt Cassirer ab. Raum und Zeit sind daher nicht mehr a priori, sondern erste Anschauungen. Cassirer erkennt nur noch das an die Vernunft gebundene A priori (zum Beispiel die Kausalität) als regulatives Prinzip an. Das A priori ist eine Voraussetzung für jedes Tatsachenurteil, aber nicht feststehend wie die Kategorien Kants. A priori sind logische Invarianten, die jeder Bestimmung naturgesetzlicher Erfahrung zugrunde liegen. Die Vertreter der Marburger Schule geben damit eine wesentliche Annahme Kants auf, nämlich den Dualismus von Sinnlichkeit und Verstand (siehe unten). Daraus folgt eine Veränderung hin zum Idealismus.
Mit der Schrift Substanzbegriff und Funktionsbegriff (1910) begann sein eigenständiger Weg. Cassirer zeigt, dass Begriffe der Mathematik und der Naturwissenschaften Relationenbegriffe und keine Dingbegriffe sind. Mit Begriffen wird demnach eine Dinglichkeit erst erzeugt. Die Begriffe der strengen Wissenschaften sind laut Cassirer Glieder einer Reihe, in der sie das Mannigfaltige der Anschauung in bestimmter Weise verknüpfen und gemäß einem vorgeschriebenen „Gesetz“ in einem unendlichen Prozess des Fortschritts der Wissenschaften durchlaufen. Der Erkenntnisgegenstand ist für Cassirer ein Gewebe von Relationen. Die „Einheit von Denken und Sein“ ergibt sich aus den Prinzipien „Konvergenz der Reihe“ und „Konvergenz der Erfahrung“. Theorie der Natur ist keine Spekulation, sondern Beschreibung des Gegebenen mit der Symbolsprache der Mathematik, in der keine Abbildung stattfindet, sondern nur eine eindeutige Beziehung als Relation hergestellt wird. Empirische Wissenschaft ist die analytische Zergliederung und die synthetische Verknüpfung von Teilsystemen zu einem Ganzen. In der damals aktuellen physikalischen Diskussion sehr gut bewandert, hielt Cassirer am Prinzip der kritischen Methode Kants auch nach Neubeurteilung des Raum-Zeit-Verhältnisses durch die Relativitätstheorie fest (1921) und nahm mit ähnlichen Positionen auch zum mathematischen Intuitionismus (Luitzen Egbertus Jan Brouwer) und zu den Paradoxien der Mengenlehre (Bertrand Russell) Stellung.

## Kulturphilosophie

### Grundlagen
Unterscheidungen wie zum Beispiel zwischen Natur- und Geisteswissenschaften mit Erklären und Verstehen als Wissenschaftsprinzipien lehnte Cassirer ebenso ab wie eine als einheitliches System analog zum Idealismus ausgebildete Philosophie. Stattdessen entwickelte er in Anlehnung an Hermann von Helmholtz und Heinrich Hertz den Begriff der symbolischen Formen als Deutungsschema des Menschen für dessen Erlebnisse.

#### Abgrenzung zu Kant und dem Neukantianismus
Der wesentliche Schritt zur Kulturphilosophie ergibt sich aus Cassirers Erweiterung des Begriffs der Erkenntnis zum Leitbegriff des Erlebens (in Anlehnung an Paul Natorp). Gegenstand dieser Kulturphilosophie ist nicht nur die Erkenntnis, sondern das Weltverständnis überhaupt. Cassirer wollte damit dem Umstand Rechnung tragen, dass es ein „Erleben“ außerhalb der strengen Wissenschaften gibt, das sich in der Sprache ebenso ausdrückt, wie in Mythen, der Religion oder der Kunst. Auch Geschichte, Technik, Wissenschaft, Moral oder Politik haben demzufolge eigene Erlebniswelten.
Cassirer setzt sich von Kant und dem Neukantianismus dadurch ab, dass für ihn nicht nur Begriffe (wie bei Kant), mit der die Spontaneität des Verstandes nach Regeln das Erlebte mit Bedeutung versieht, zur Erkenntnis beitragen. Viel mehr ist jede Form des Weltbezugs auf die Symbolisierung angewiesen. Dabei steht der Mensch für Cassirer immer schon in einer Welt und muss nicht erst wie das kantische weltlose Subjekt eine Brücke zu ihr schlagen. Anders als bei Kant ist es also nicht ein abstraktes Erkenntnisvermögen, das die Grundlage für den Bezug zur Welt liefert, sondern die tätige Orientierung in der Welt:

„Nicht das bloße Betrachten, sondern das Tun bildet vielmehr den Mittelpunkt, von dem für den Menschen die geistige Organisation der Wirklichkeit ihren Ausgang nimmt.“

#### Symbolische Prägnanz – Symbolisierung als Formgebung
Unter Tun versteht Cassirer Gestalten, Formen und Bilden. Erst dem Tun entspringt das Sein. Die elementarste Form der Gestaltung ist dabei die Abgrenzung oder Perspektivierung. Da jede Wahrnehmung nur einen Teil der Wirklichkeit erfasst, ist somit schon jegliches Wahrnehmen gestaltend. Gestalten vollzieht sich für Cassirer stets in Verbindung mit einem sinnlichen Gehalt, ein Kerngedanke, der sich in Cassirers Formulierung der symbolischen Prägnanz ausdrückt:

„Unter ‚symbolischer Prägnanz‘ soll also die Art verstanden werden in der ein Wahrnehmungserlebnis, als ‚sinnliches‘ Erlebnis, zugleich einen bestimmten nicht-anschaulichen ‚Sinn‘ in sich faßt und ihn zur unmittelbaren konkreten Darstellung bringt.“

Die symbolische Prägnanz lässt sich prozessual beschreiben als eine immanente Gliederung im Akt der Wahrnehmung und eine anschließende Repräsentation. So bilden sich im Sehen und für das Sehen die Gestalten aus. Die immanente Gliederung des sinnlichen Gehalts ist Voraussetzung dafür, dass die Welt nicht als amorphe Masse begegnet: durch Verdichtung und Herauslösung bilden sich Formen, Gestalten, Kontraste, welche durch Fixierung zu einer Identität (gegenüber anderen Wahrnehmungsinhalten) gelangen. Damit diese aber zu einer Dauerhaftigkeit kommen und sich „aus dem Strom des Bewusstseins bestimmte gleichbleibende Grundgestalten teils begrifflicher, teils rein anschaulicher Natur“ herausheben, braucht es eine anschließende Repräsentation. Damit tritt „an die Stelle des fließenden Inhalts […] eine in sich geschlossene und in sich beharrende Form.“ Dabei wird nicht ein beliebiger Sinn zum Wahrnehmungsinhalt hinzuaddiert, sondern das Wahrgenommene wird in ein Sinnganzes eingebettet, weil es eine Form gewinnt, die über sich hinaus weist:

„Vielmehr ist es die Wahrnehmung selbst, die kraft ihrer eigenen immanenten Gliederung eine Art von geistiger ‚Artikulation‘ gewinnt […] Diese ideelle Verwobenheit, diese Bezogenheit des einzelnen, hier und jetzt gegebenen Wahrnehmungsphänomens, soll der Ausdruck ‚Prägnanz‘ bezeichnen.“

Obwohl von dieser Fähigkeit des Menschen jegliche Formgebung abhängt, gibt es historisch keinen „absoluten Nullpunkt“ der symbolischen Prägnanz, keinen Zustand der völligen Formlosigkeit, denn Ausgangspunkt ist die „physiognomische“ Weltwahrnehmung des mythischen Bewußtseins. Für das mythische Bewusstsein zeigt sich die Welt in mimetischen Ausdrucksmomenten, diese sind affektiv wirksam und ragen ihrem Ursprung nach noch in die tierische Welt hinein. Sie bieten Anknüpfungspunkte für jede weitere Formgebung.
Durch Symbole werden sinnliche Einzelinhalte zu Trägern einer allgemeinen geistigen Bedeutung geformt. Die Formgebung läuft somit zugleich mit der sinnlichen Wahrnehmung ab.

„Unter einer ‚symbolischen ‚Form‘ soll jene Energie des Geistes verstanden werden, durch welche ein geistiger Bedeutungsgehalt an ein konkretes sinnliches Zeichen geknüpft und diesem innerlich zugeeignet wird.“

Mit der Formgebung geht gleichzeitig eine Sinngebung einher: erst Formen lassen Bezüge und Strukturen in der Welt erkennen. Symbolische Formen sind somit Grundformen des Verstehens, die universell und intersubjektiv gültig sind und mit denen der Mensch seine Wirklichkeit gestaltet. Kultur ist die Art und Weise, wie der Mensch durch Symbole Sinn erzeugt. Symbole entstehen also stets in Verbindung zur Sinnlichkeit, haben aber einen Sinn, der über sie hinaus verweist. In Anlehnung an sein großes Vorbild Goethe und dessen Passage aus dem Faust I („Zwar ist’s mit der Gedankenfabrik / Wie mit einem Weber-Meisterstück, / Wo ein Tritt tausend Fäden regt, […] / Ein Schlag tausend Verbindungen schlägt“) findet sich bei Cassirer an verschiedenen Stellen die Formulierung:

„Jetzt schlägt in der Tat ein Schlag tausend Verbindungen, die alle in der Setzung des Zeichens zum mehr oder minder kräftigen und deutlichen Mitschwingen gelangen.“

„Jeder noch so ‚elementare‘ sinnliche Inhalt ist […] niemals einfach, als isolierter und abgelöster Inhalt, ‚da‘; sondern er weist in eben diesem Dasein über sich hinweg; er bildet eine konkrete Einheit von ‚Präsenz‘ und ‚Repräsentation‘.“

Aspekte der Prägnanzbildung sind:
- Rekognition (Wiedererkennung)
- Präsentation (Präsenz des Physikalisch-sinnlichen.)
- Retention (Das Erlebnis bleibt für eine gewisse Dauer im Bewusstsein.)
- Repräsentation (Die Relation, welche Darstellendes und Dargestelltes verbindet: Sie ist für Cassirer eine grundlegende Leistung des Bewusstseins und vollzieht sich als eine ständige Bewegung zwischen beiden.)

Er unterscheidet entsprechend zwischen Wahrnehmungs- und Bedeutungsprägnanz: Erstere verleiht dem Wahrgenommenen einen Umriss und Deutlichkeit, letztere bindet sie in einen Kontext ein. Der Wahrnehmungsprägnanz sind also Rekognition, Präsentation und Retention zuzuordnen, der Bedeutungsprägnanz die Repräsentation.

#### Funktionen symbolischer Formen
Symbolische Formen lassen sich durch drei Funktionen charakterisieren:
- Ausdruck: mimetische Funktion, dynamisch-lebendiger Gesichtsausdruck (das freundliche Lächeln nimmt Angst)
- Darstellung: analogische Funktion, grundlegende Strukturbildung (sprachliche Bezeichnung von Sachverhalten beziehen sich pragmatisch auf die Welt und gliedern diese sinnhaft)
- Bedeutung: rein symbolisch und völlig abgelöst von den beiden anderen Funktionen (abstrakte, relationale Theorien auf logisch-mathematischer Basis).

Cassirer betrachtet diese drei Funktionen zumeist als gleichwertig. In einigen Passagen beschreibt er eine aufsteigende Entwicklung vom Ausdruck hin zur Bedeutung. In der Rezeption von Cassirers Werk werden häufig Ausdruck, Darstellung und Bedeutung den drei Bänden der Philosophie der symbolischen Formen zugeordnet, also den Symbolformen Mythos, Sprache und Erkenntnis. Cassirer selbst hat eine solche Zuordnung nicht vorgenommen. Ausdrucksfunktion, Darstellungsfunktion und Bedeutungsfunktion können auch innerhalb ein und derselben Symbolform präsent sein, so etwa in der Sprache, die sinnliche, anschauliche und begriffliche Dimensionen vereint.

#### Symbolische Formen als eigene und nicht aufeinander reduzierbare Erlebniswelten

Symbolische Formen. Veranschaulichung in Form einer Rosette. Cassirer selbst hat keinen festen Kanon symbolischer Formen festgelegt, seine Aufzählungen schwanken, so nimmt er an einigen Stellen zum Beispiel auch Geschichte und Ethik hinzu.

Die Erlebniswelten der symbolischen Formen sind wesentlich durch ein gestaltendes Tun des Menschen bestimmt. Gemeinsamer historischer Ursprung ist der Mythos, als früheste Form der sinnhaften Weltgliederung. Die symbolischen Formen bilden die Wirklichkeit aus verschiedenen Perspektiven ab. Wesentlich ist, dass sie sich nicht aufeinander reduzieren lassen, d. h. Sprache ist nicht durch die Physik zu verstehen, Physik lässt sich nicht mit den Mitteln der Rechtswissenschaft beschreiben. Dennoch strebte Cassirer eine Philosophie an, die den Menschen in all diesen unterschiedlichen Tätigkeiten verstehen hilft. Dabei ging es ihm nicht darum, eine abstrakte Allgemeinheit, etwa ein Wesen des Menschen oder ein oberstes Prinzip zu finden, vielmehr darum, die Einheit der konkreten Vielheit zu verstehen. Cassirer wollte kein System der symbolischen Formen entwerfen, sein programmatischer Anspruch war, „Prolegomena zu jeder künftigen Kulturphilosophie“ zu leisten, welche die Sphäre der menschlichen Tätigkeit verstehen hilft:

„Sprache, Mythos, Religion, Kunst, Wissenschaft, Geschichte sind die Bestandteile, die verschiedenen Sektoren dieser Sphäre. Eine ‚Philosophie des Menschen‘ wäre daher eine Philosophie, die uns Einblick in die Grundstruktur jeder dieser verschiedenen Tätigkeiten gibt und uns zugleich in die Lage versetzt, sie als ein organisches Ganzes zu verstehen.“

#### Geist
Der menschliche Geist ist für Cassirer die Einheit von Bewusstseins- und symbolischer Formwelt (Tiere haben somit nur ein Bewusstsein). Die symbolische Formwelt ergibt sich aus der Verbindung von Sinn und Sinnlichkeit. Der Geist hat demnach für Cassirer nicht die Fähigkeit, sich selbst zu ergreifen, sondern er ist auf eine Vermittlung durch einen sinnlichen Gehalt angewiesen. Die menschliche Tätigkeit bringt im Gestalten Werke hervor, aber erst anhand dieser kann der Mensch sich in Bezug zu seiner Tätigkeit setzen.

„[D]as Ich drückt nicht nur seine eigene ihm von Anfang an gegebene Form den Gegenständen auf, sondern es findet, es gewinnt, diese Form
erst in der Gesamtheit der Wirkungen, die es auf die Gegenstände übt und die es von ihnen zurückempfängt.“

Durch diesen „Umweg“, dessen der Geist bedarf, um sich selbst zu ergreifen, vermeidet Cassirer die Selbstbezüglichkeit des Geistes, wie etwa in einer reinen Reflexionsphilosophie. Gleichzeitig überwindet er die moderne Subjektphilosophie, wenn er das Sein der menschlichen Tätigkeit entspringen lässt.

#### Kultur als Selbstbefreiung und die freie Persönlichkeit
Da sich in der Formgebung und Symbolisierung eine Objektivierung vollzieht, bringen diese Prozesse den Menschen in eine verfügende Distanz zu seinen Emotionen, Wünschen, Anschauungen und ermöglichen ihm so, sich frei zu ihnen zu verhalten. Weil diese subjektiven Faktoren Cassirer zufolge nicht unmittelbar sind, wird der Einzelne nicht von ihnen überwältigt. Da jede symbolische Form eine solche Objektivierung – und damit Rationalisierung – mit sich bringt, schließt sie einen Befreiungsschritt des Menschen ein.

„Im ganzen genommen könnte man die Kultur als den Prozeß der fortschreitenden Selbstbefreiung des Menschen beschreiben. Sprache,
Kunst, Religion und Wissenschaft bilden unterschiedliche Phasen in diesem Prozeß. In ihnen allen entdeckt und erweist der Mensch eine
neue Kraft, die Kraft, sich eine eigene ‚ideale‘ Welt zu errichten.“

Für das Individuum macht entsprechend die Möglichkeit, sich symbolisch vermittelt zu sich selbst zu verhalten, das aus, was Cassirer als „freie Persönlichkeit“ bezeichnet:

„Sie [die freie Persönlichkeit] ist nur dadurch Form, daß sie sich selbst ihre Form gibt, und deshalb dürfen wir in ihr […] nicht lediglich eine Schranke sehen, sondern wir müssen sie als eine echte und ursprüngliche Kraft erkennen und anerkennen. Das Allgemeine, das sich uns im Bereich der Kultur, in der Sprache, in der Kunst, in der Religion, in der Philosophie enthüllt, ist daher stets zugleich individuell und universell. Denn in dieser Sphäre läßt sich das Universelle nicht anders als in der Tat der Individuen anschauen, weil es nur in ihrer Aktualisierung, seine eigentliche Verwirklichung finden kann.“

In der Selbstbefreiung des Menschen sah Cassirer ein Ziel des Bildungsprozesses. Die „freie Persönlichkeit“ hat sich also die universellen symbolischen Formen, die „Kulturgüter“, anzueignen, denn erst im Individuum gelangen diese zu ihrer Lebendigkeit. Dieses Verhältnis zwischen Universellem und Individuellem nennt der Kulturphilosoph und Cassirer-Kenner Oswald Schwemmer die kulturelle Existenz des Menschen.
Schwemmer bezeichnete die Philosophie der symbolischen Formen als theoretische Philosophie mit praktischem Interesse. Ethische Überlegungen können, so Schwemmer, an Cassirers Idee der „freien Persönlichkeit“ anknüpfen, wenn sie zum Beispiel das Recht auf Anerkennung der schöpferischen Individualität anderer Menschen und Kulturen betonen. Dabei wird nicht gefordert, die konkreten Inhalte und individuellen Überzeugungen verstehen zu lernen, sondern sie als Ergebnis eines selbstständigen Formgebungs- und Ausdrucksprozesses anzuerkennen.

### Symbolische Formen

#### Mythos
Das mythische Denken und Wahrnehmen ist für Cassirer die grundlegende symbolische Form, aus welcher alle anderen erst hervorgehen. Die mythische Weltwahrnehmung ist vor allem durch Affekte und Emotionen gefärbt; deshalb nimmt der Mythos „in erster Linie nicht objektive, sondern physiognomische Merkmale wahr.“ Die Objekte in der Welt haben einen (Gesichts-)Ausdruck; die Geschehnisse sprechen den Menschen unmittelbar an. Die Welt zeigt sich als großes Drama entgegenstreitender Mächte, nicht als Ansammlung toter Dinge. Cassirer betont, dass die emotionale Qualität, die den Gegenständen der Wahrnehmung zukommt, wesentlich zur Wirklichkeit dazugehört und auch für Kulturen jenseits des mythischen Bewusstseins von Bedeutung ist. Er verweist auf John Dewey als einzig echten Empiristen, denn empirisch „sind die Dinge ergreifend, tragisch, schön, lustig, beständig, wirr, bequem, lästig, langweilig, unnahbar, tröstlich, prächtig, angsteinflößend“.
Was der mythischen Welt Kohärenz verleiht, ist die Einheit des Fühlens, eine synthetische Lebensauffassung, welche die Grenze von Pflanzen, Tieren, Menschen überschreitet und das Leben als einen allumfassenden Prozess auffasst. Dies ist jedoch weder eine theoretische noch eine praktische Weltauffassung, sondern eine sympathetische. Sie ist getragen durch ein Gefühl der Einheit mit der Natur. Der Tod wird in ihr kaum zum Problem, durch ein Vertrauen auf die Solidarität allen Lebens als ein unendliches Geschehen.
Der Mythos ist für Cassirer Ursprungsphänomen aller menschlichen Kultur. In ihm wird das erste Mal durch Formgebung und Verfestigung das Flüchtige des Erlebens festgehalten, aus dem Gefühl wird ein Werk. Damit entsteht eine Eigenwelt, zu der der Mensch sich von nun ab verhalten kann und die der unmittelbar erlebten Welt entgegentritt. Hinzu kommt eine Unterscheidungsmöglichkeit zwischen dem einzelnen Ich und dem kollektiven Wir, denn der Mythos bietet einen Maßstab, an dem das Verhalten und das Gesagte des einzelnen gemessen werden kann. Durch beide Momente der Objektivierung (d. h. der Mythos tritt dem Menschen als objektiviertes Gefühl entgegen) kommt es dazu, dass der Mythos der Unmittelbarkeit des emotionalen Erlebens die Macht raubt. Allerdings macht er sich damit zugleich überflüssig. Dies nennt Cassirer die „Dialektik des mythischen Bewußtseins“. Objektivierung zeigt sich somit für Cassirer als das wesentliche Moment der Kulturentwicklung.

#### Religion
Die dem mythischen Denken zugrundeliegende Grammatik kann als Identitätsdenken bezeichnet werden: Bild und Sache fallen zusammen. Im Ritus ist der Tänzer der Gott. Es gibt in dieser Welt weder Vorder- noch Hintergrund. Alle Dinge greifen ineinander und wirken aufeinander. Auch das Wort bezeichnet nicht bloß, es wirkt in magischen Formeln auf die Welt ein.
Dies ändert sich mit dem Übergang zu Religion. War das den Mythos bestimmende Moment die Identität, so ist es in der Religion die Differenz. Durch Differenzerzeugung verobjektivieren sich die Erlebnisse und treten dem Menschen in verdinglichter Form entgegen. Dadurch ist er ihnen nicht mehr unmittelbar ausgeliefert, sondern kann sich zu ihnen verhalten. Diese Möglichkeit des Sich-Verhaltens zu etwas Objektiviertem ist für Cassirer die Grundlage für die Ausbildung einer Persönlichkeit, denn von nun ab kann der Mensch sich selbst eine Form geben. Die freie Persönlichkeit „ist nur dadurch Form, dass sie sich selbst eine Form gibt“.
Der Prozess der Objektivierung ist für Cassirer kein reflexiv-theoretischer Vorgang, sondern wurzelt in der menschlichen Praxis. Drei Handlungsformen treiben den Prozess des Heraus-Stellens voran:
- Werkzeug: Das Werkzeug tritt zwischen Willen und Ziel der Handlung und objektiviert hierdurch beide, dies ist Voraussetzung für eine anschließende sprachliche Objektivierung.
- Sprache: Das Wort wirkt nicht mehr, es bezeichnet von nun ab.
- Bildende Kunst: Die plastische Darstellung der Götter, die Sichtbarkeit des Leibes lässt den Menschen ein Bewusstsein auch von seiner körperlichen Individualität erfahren. Die Dichtung bietet durch narrative Strukturen die Möglichkeit, sich als Subjekt der Geschichte zu erfahren.

Die Ablösung der Religion aus dem Mythos vollzieht sich damit nicht von selbst, sondern ist auf diese drei Vermittlungen angewiesen. Das durch die praktischen Weltbezüge Herausgestellte wird erst durch die Fixierung als Symbol zur geistigen Denkform. Damit sind die für die Religion charakteristischen Übergänge verbunden von der Unmittelbarkeit zur Verweisung, vom Ausdruck zur Repräsentation, vom Göttlichen zum (persönlichen, gegenüberstehenden) Gott, vom Anwesenden zum Jenseitigen, vom Wirken zum Zeigen. Sah das mythische Bewusstsein den Menschen als Teil einer allesumfassenden Lebensgemeinschaft, so ist er nun Partner Gottes. Mit diesem Persönlichkeitsverhältnis werden Anerkennung, Pflicht, Verantwortung und Dienst von Bedeutung. (Für Cassirer bleibt das Christentum mit seinem Sakramentalismus dem mythischen Denken verhaftet, während das Judentum durch seinen Prophetismus als historische Ausprägung der personal-ethischen Religionsform gelten kann.)
Ähnlich der „Dialektik des Mythos“ gibt es auch in der Religion eine „Antinomie des religiösen Fühlens“, denn einerseits fordert die ethische Religion eine Universalität des Fühlens und eine Solidarität mit dem Ganzen, andererseits ergibt sich durch Objektivierung und Differenzierung ein Bewusstsein von der eigenen Individualität und – vor allem – Endlichkeit. Das moralische Wechselverhältnis von Individualität und Universalität führt nach Cassirer in der Religion dazu, einen Anspruch an das Individuum zu richten, dass dieses sich als selbstbestimmte Persönlichkeit dem Guten zuwende.

#### Sprache
Cassirer sieht zwischen Sprache und Mythos einen wesentlichen Zusammenhang. Im mythischen Identitätsdenken fallen Wort und Wirkung zusammen, denn der Mensch überträgt die ihm aus dem Zusammenleben bekannte soziale Wirksamkeit des Wortes auf die natürliche Umwelt. Das Wort wird dann zur magischen Formel, welche auf die Natur einwirken soll. Erst wenn der Effekt ausbleibt, stellt sich für das Denken ein neues Verhältnis von Sprache und Wirklichkeit ein: die magische Funktion wird zu einer semantischen. Erst dann kann in der frühen griechischen Philosophie Sprache zum Logos erhoben und an diesen der Anspruch gestellt werden, dass ihm kosmische Wahrheit zukomme. Cassirer sieht vor allem Heraklit an der Schwelle des Übergangs von der Natur- zur Sprachphilosophie.
Dieser Anspruch bröckelt mit den Sophisten, die den Menschen als Mittelpunkt des Universums setzen. Der Ausspruch des Protagoras zeigt dies an: „Aller Dinge Maß ist der Mensch.“ Damit aber geht der Anspruch des Wortes auf Wahrheit verloren, und es wird nur noch in seiner praktischen Funktion als Werkzeug wahrgenommen. Die diesem Werkzeug entsprechende Lehre ist die Rhetorik, in welcher Streitigkeiten über Wahrheit und Richtigkeit nichtig werden. Nicht mehr Ideen sollen übermittelt werden, sondern durch Pathos und Überredung sollen Menschen zum Handeln veranlasst werden.
Cassirer weist darauf hin, dass sich zwei Strukturmomente der Sprache ausmachen lassen: Der emotionale an das Handeln gekoppelte Aspekt und die propositionale Aussage. Theorien, welche die Entstehung der Sprache als evolutionsbiologische Entwicklung vom affektiven Ausruf hin zum Namen beschreiben, weist er jedoch zurück, denn sie missachteten die gänzlich verschiedene Qualität von Ausruf und Wort, das Wort sei als Symbol universell und nicht immer handlungsgebunden. Einen bruchlosen Übergang zwischen diesen beiden Qualitäten könne es aber nicht geben, da sie sich wesentlich unterschieden.
Bezüglich Struktur und Grammatik der Sprache weist Cassirer zwei Extrempositionen zurück. Weder glaubt er, dass jede Sprache komplett individuell ist, noch hält er es für möglich, ein universelles System von Wortarten für alle historisch gewachsenen Sprachen zu bestimmen. Sprache ist für ihn eher funktional bestimmt, weshalb es keinen absoluten Maßstab für den Reichtum einer Sprache gibt, sondern jede an die spezifischen Lebensbedingungen ihrer Sprecher angepasst ist. Bestrebungen, eine Sprache zu entwickeln, welche diese Funktion besser erfüllt, hält er für unsinnig, denn es gebe keinen nicht-sprachlichen Weltbezug, von dem aus man dann das Werkzeug Sprache entsprechend entwickeln könne. Wahrnehmung sei immer auf eine Gliederung angewiesen, die sich auch dem ständigen Beistand der Sprache verdanke.
Die inneren Bezüge der Sprache machten es möglich, dass diese sich als Eigenwelt entwickle, gemäß den Gesetzen und Möglichkeiten ihrer Binnenstruktur. Dabei folge sie tendenziell einer Entwicklung, die vom Konkreten zum Abstrakten führe.

#### Kunst
Kunst ist für Cassirer Arbeit an der Form. Ob sie der Forderung der Natur-Nachahmung folgt, oder die Innerlichkeit zum Ausdruck bringt, stets vollzieht sie sich in einem Medium. Dieses Medium, in welchem sich die Formgebung vollzieht, ist untrennbar mit der Kunst verbunden:

„Dem großen Maler, Komponisten oder Dichter sind jedoch Farben und Linien, Rhythmen und Wörter nicht bloß Teil seines technischen Instrumentariums; sie sind vielmehr unabdingbare Bestandteile des schöpferischen Prozesses selbst.“

Die unmittelbare Hingabe an eine Emotion ist für Cassirer keine Kunst, denn sie vollziehe sich ohne Medium und damit auch ohne schöpferischen Formgebungsprozess (sie wäre bloße Sentimentalität). Kunst sei damit nie rein expressiv, sondern die notwendige Formgebung weise sie als symbolische Tätigkeit aus: Daher habe sie den Anspruch, die Wirklichkeit objektiv zu erschließen. Ihre Thematisierung der Natur sei selbstverständlich eine andere als die der Naturwissenschaft. Während die Wissenschaft die Wirklichkeit abkürzend beschreibe, intensiviere die Kunst die Wirklichkeit, d. h. die Wissenschaft suche nach einem einheitlichen Prinzip, um eine große Anzahl von Beobachtungen mit diesem beschreiben zu können, während die Kunst versuche, die Welt in ihrer Mannigfaltigkeit und Unterschiedlichkeit zu entdecken. Cassirer betont, dass schon der Selektionsprozess, in dem sich der Künstler einen bestimmten Gegenstand wählt, ein Prozess der Objektivierung ist, denn er verleiht einer bestimmten Perspektive Dauerhaftigkeit und zeigt die Welt in einem besonderen Licht. Die Kunst zeige nicht eine Wahrheit der empirischen Verhältnisse, sondern eine „Wahrheit der reinen Formen.“ Die Rationalität der Kunst ist eine Rationalität der Form:

„Die Wissenschaft gibt uns Ordnung im Denken; die Moral gibt uns Ordnung im Handeln; die Kunst gibt uns Ordnung in der Auffassung der sichtbaren, greifbaren und hörbaren Erscheinungen.“

Indem die Kunst dem Menschen die Möglichkeit bietet, seine Gefühle im Werk der Kunst herauszustellen und zu fixieren, hilft sie die Emotionen zu objektivieren. Damit ist der Mensch ihnen nicht mehr unmittelbar ausgeliefert. Formgebung und befreiende Eigenschaft der Kunst bilden den Maßstab, an welchem sich Kunst messen lässt:

„Nicht der Grad der Ansteckung, sondern der Grad der Intensivierung und Erhellung ist der Maßstab für die Vortrefflichkeit der Kunst.“

Dabei bedeutet die ästhetische Freiheit nicht stoische Apathia und Abwesenheit von Gefühlen und Leidenschaften, sondern lediglich, dass das Zwang- und Affekthafte der Gefühle überwunden wird.
Schönheit kommt für Cassirer weder den Dingen „an sich“ zu, noch ist es eine reine Verstandesfunktion. Cassirer plädiert dafür, sie als Modus der Aufnahme zu begreifen. Die Empfindung der Schönheit ist kein Affekt, sie besteht nicht aus passiven Eindrücken, sondern erfordert eine aktive innere Dynamik:

„[N]ur durch konstruktive Akte können wir die Schönheit der natürlichen Dinge entdecken. Schönheitssinn ist die Empfänglichkeit für das dynamische Leben von Formen, und dieses Leben läßt sich nur durch einen entsprechenden dynamischen Prozeß in uns selbst erfassen.“

Kunst als symbolische Form ist ein „unabhängiges Diskursuniversum“. Dies zeigen für Cassirer schon allein die vielen Kontroversen der verschiedenen Kunsttheorien, zwischen Realismus, Romantik, Klassizismus usw. an. Auch die verschiedenen Künste, also Dichtung, Malerei, Musik, sprechen unterschiedliche „Sprachen“, die sich zwar miteinander verbinden, jedoch nicht ineinander übersetzen lassen. Hier steht das Konzept Cassirers der Theorie Adornos entgegen. Diese Bindung an das Medium und die konkrete Form zeigen, wie sich in der Kunst Form und Inhalt nicht trennen lassen. Die Symbolik der Kunst ist somit eine immanente.

## Anthropologie
Nachdem die spekulative Metaphysik als Welterklärung durch Kant vom Sockel gestoßen worden war und Darwin, Nietzsche und Freud die Menschen der Illusionen teleologischer Sinngebung beraubt hatten, kommt für Cassirer der philosophischen Anthropologie die Funktion der orientierenden Vermittlung eines Weltbegriffes zu; denn durch die bloße Introspektion der Philosophie des Geistes erhalte man nur ein fragmentarisches Bild des Menschen. Das Wesen des Menschen könne man vielmehr nur unter Beachtung der Bedingungen seiner Kultur bestimmen.
Während die Kulturphilosophie sich der Binnenstruktur der symbolischen Formen widmet, ist es Aufgabe der Anthropologie, eine Definition des Menschen zu liefern, welche ihn vom Tier abgrenzt. Cassirer schließt hierzu an die Arbeiten des Biologen Jakob Johann von Uexküll an. Dieser hatte das tierische Leben charakterisiert durch ein „Merknetz“, welches die Sinnesdaten verarbeitet, und ein „Wirknetz“, welches auf die von außen wahrgenommenen Informationen reagiert. Merk- und Wirknetz bilden für Uexküll einen geschlossenen „Funktionskreis“, d. h. auf jede relevante Wahrnehmung folgt unmittelbar eine Reaktion. Dies gelte für den Menschen nicht: „Der 'Funktionskreis’ ist beim Menschen nicht nur quantitativ erweitert; er hat sich auch qualitativ gewandelt.“ Zwischen Wahrnehmung und Reaktion trete beim Menschen das Symbol als wesentlicher Bezug zur Wirklichkeit. Verdeutlichen lässt sich dies an der Sprache: Auch Tiere stoßen zwar Laute aus, um Reaktionen ihrer Artgenossen hervorzurufen, zum Beispiel Warnrufe bei Gefahr, diese rufen jedoch immer eine unmittelbare Reaktion hervor (Flucht). Bei Menschen hingegen hat sich die Sprache als symbolische Form soweit entwickelt, dass in ihr propositionale Aussagen möglich werden, die nicht mit einer darauffolgenden Handlung verknüpft sind. Damit macht das Symbol als zwischen Merk- und Wirknetz geschaltetes Element die menschliche Freiheit erst möglich: „Alle Phänomene, die man gewöhnlich als bedingte Reflexe bezeichnet, sind von der Eigenart des symbolischen Denkens nicht nur weit entfernt, sie sind ihm sogar entgegengesetzt.“
Ein weiterer Unterschied liege darin, dass tierische Signale stets an spezielle Situationen gebunden seien (ein Warnruf kann nur in der Situation eines sich nähernden Feindes verstanden und hervorgebracht werden)(es gibt aber auch tierische Betrüger, die durch einen Warnruf und deren Fluchtfolgen an eine „Leckerei“ herankommen wollen), während dem Symbol Universalität zukomme: Es kann auf verschiedene Dinge und Situationen übertragen werden und hat damit eine Existenz auch außerhalb der konkreten Wirklichkeit. Damit kann der Mensch anhand der Symbole nicht nur ein faktisches, sondern auch ein ideales, rein im Denken bestehendes Weltbild entwerfen. So hat der Mensch neben dem lebensweltlichen Raum auch die Vorstellung eines abstrakten mathematischen Raumes entwickelt, in dem Modelle geschaffen werden, die nichts anderes als Relationen symbolisieren. Ähnliches gilt auch für das Zeitbewusstsein, das dem Menschen einen Blick auf die Zukunft ermöglicht. Durch die Kunst kann der Mensch einen eigenen Aspekt der Wirklichkeit erkennen, ohne ihn zu erklären.
Der Mensch ist nicht nur ein organisches Wesen, sondern jemand, der immer nach Sinn und Bedeutung fragt. In diesem Spannungsfeld steht auch stets das Verhältnis von Leib und Seele. Der Mensch bestimmt sich und seinen Sinn durch die aktive Bildung der symbolischen Formen, die jeweils mit einem ihnen eigenen Sinn verbunden sind. Der Mensch wird als Sinnträger selbst zum Symbol, ist also ein animal symbolicum. Mit dieser Formulierung lehnt sich Cassirer an die traditionelle Definition des Menschen als animal rationale an und erweitert sie zugleich, da er im Menschen nicht bloß das vernunftbegabte Wesen sieht, sondern auch die nicht-vernunftrationalen Momente der Kultur für die Bestimmung des Menschen als wesentlich erachtet: „Der Begriff der Vernunft ist höchst ungeeignet, die Formen der Kultur in ihrer Fülle und Mannigfaltigkeit zu erfassen.“ Entsprechend Cassirers kulturphilosophischen Überlegungen stellen alle verschiedenen symbolischen Formen – eben kraft ihrer Formgebung und Objektivierung – Rationalisierungen dar. (Auch die mathematisch-physikalische Wissenschaft bedarf ja der Symbolisierung.) Damit erweist sich die Fähigkeit zur Form als anthropologische Bestimmung des Menschen:

„Die einfachste und praegnanteste Definition, die eine philosophisch-gerichtete ‚Anthropologie‘ für den Menschen zu geben vermöchte, wäre daher vielleicht die Bestimmung, daß er der ‚Form fähig‘ ist. […] Seine charakteristische Stellung zur Welt wie seine Stellung zu den Gegenständen ist hierin beschlossen.“

## Staats- und Sozialphilosophie
Das letzte, erst postum veröffentlichte Werk Cassirers, Vom Mythus des Staates (zuerst englisch, The Myth of the State, 1946), ist einerseits eine konsequente Weiterentwicklung der Perspektive von Kultur über die Anthropologie zur Gesellschaft. Andererseits ist darin die Auseinandersetzung mit dem Faschismus verarbeitet, vor dem Cassirer durch eine frühe Auswanderung weichen musste.
Cassirer sah in der Mythisierung der Politik Ursachen des Nationalsozialismus: Ähnlich wie in der Psychologie pathologische Zustände (etwa Gehirnschädigungen) zur Einschränkung der Fähigkeit zur Bildung symbolischer Formen und damit zu eingeschränkter Verarbeitung der Wirklichkeit führen, bewirken gesellschaftliche Krisen eine Verunsicherung der Vernunft und daraus folgend einen verstärkten Rückgriff des Menschen auf Religion und Mythos. Fehlende Welterklärung führt zum (Wieder-)Aufleben von Legenden und Riten, Vorurteile jedweder Art gewinnen an Überzeugungskraft. Es entstehen Affekte und Aggression gegen die vermeintlichen Ursachen, die von mystischen Welterklärern herangezogen werden. So war auch der Nationalsozialismus eine Überwältigung des Menschen durch politische Mythen. Cassirer sah die Keime hierzu bereits im Nationalismus der Romantik und in den Ideen des Absoluten im Deutschen Idealismus gelegt, insbesondere bei Hegel, der sowohl den Gedanken der Heldenverehrung als auch den Krieg als Fortsetzung der Politik mit anderen Mitteln goutierte. Die Schriften Heideggers und Spenglers unterminierten für ihn die Kräfte, die den politischen Mythen seiner Zeit hätten Widerstand leisten können. So beförderten Spenglers „Astrologie der Geschichte“ und Heideggers Theorie der Geworfenheit einen neuen Fatalismus, der alle Hoffnungen auf einen aktiven Anteil am Aufbau des Kulturlebens aufgegeben habe und auf eigene theoretische und ethische Ideale verzichte. Zu Heideggers persönlicher Rolle im Nationalsozialismus nahm Cassirer nicht direkt Stellung. Eine Überwindung der Bedrohung durch politische Mythen war für Cassirer nur durch den rationalen Gebrauch der aktiven Freiheit möglich. Am Schluss seines letzten Buches über Staat und Faschismus legte er 1945 der Philosophie die Aufgabe ans Herz, auch „über ihre Zeit hinaus und gegen sie zu denken.“ Der dämonischen Macht des Mythos, die alle unterschätzt hätten, sei zwar mit rationalen Argumenten nicht beizukommen, dennoch sollte man Methoden und Techniken der politischen Mythen sorgfältig studieren. „Wir sollten“, schloss Cassirer sein Werk, „dem Gegner ins Angesicht sehen, um zu wissen, wie er zu bekämpfen ist.“

## Rezeption und Wirkung
Wie eingangs erwähnt, wurde Cassirer wegen seiner Marburger Bezüge, seiner Kant-Ausgabe und der vielen philosophiehistorischen Arbeiten überwiegend als Neukantianer wahrgenommen. Eine wirkliche Rezeption seines Werkes fand lange kaum statt. Maurice Merleau-Ponty nahm in seiner berühmten Phänomenologie der Wahrnehmung ausdrücklich Bezug auf Cassirer, unterschlägt dort jedoch zugleich, dass Cassirer mit der Philosophie der symbolischen Formen selbst eine Phänomenologie der Wahrnehmung ausgearbeitet hat und diese Terminologie auch verwendet. Die frühen Arbeiten Eric Weils zur Philosophie der Renaissance stehen noch ganz unter dem Einfluss Cassirers. In der Anthropologie nahm der Kulturtheoretiker Clifford Geertz die Philosophie der symbolischen Formen wieder auf. Ähnliche Ansätze in der Philosophie wie Cassirer verfolgten Susanne K. Langer mit ihren Untersuchungen zum Symbolischen in den Lebensprozessen des Organischen und Nelson Goodman, der die Bedeutung der Symbolik von Kunst, Wissenschaft und Sprache als Weisen der Welterzeugung allerdings unter analytischem Aspekt betrachtete.
Umso erstaunlicher ist es, dass seit Ende der 1980er Jahre eine Vielzahl von Biografien sowie Monografien zu den verschiedensten Aspekten der Philosophie der symbolischen Formen erschienen sind. Des Weiteren erfolgt in Hamburg eine Neuausgabe seiner Druckschriften. Es scheint, dass das Werk Cassirers die Unterbrechung und Behinderung seiner Wirkung durch den Nationalsozialismus überwunden hat und der Blickwinkel der philosophischen Kulturanthropologie auf der Basis der symbolischen Formen den Menschen der Gegenwart etwas zu sagen hat. Einer der Gründe könnte sein, dass Cassirer einer der wenigen Philosophen des 20. Jahrhunderts war, der versuchte, sowohl den Entwicklungen der analytischen Philosophie, der Sprachphilosophie, als auch der traditionellen Bewusstseinsphilosophie Rechnung zu tragen.
Sein 1910 publiziertes Werk „Substanzbegriff und Funktionsbegriff“ übte einen außerordentlichen Einfluss auf die Entwicklung des Systemfunktionalismus von Talcott Parsons bzw. der funktionalen Systemtheorie von Niklas Luhmann aus. Nur vor diesem Hintergrund lässt sich das Werk dieser beiden Soziologen überhaupt erst verstehen. Cassirer orientierte sich am mathematischen Funktionsbegriff in der Form y = f(x), d. h., dass jeder Größe x ein Wert y zugeordnet werden könne. „Der Logik des Gattungsbegriffs, die, wie wir sahen, unter dem Gesichtspunkt und der Herrschaft des Substanzbegriffs steht, tritt jetzt die Logik des mathematischen Funktionsbegriffs gegenüber.“ Somit ist an die Stelle von Merkmalen, die die Substanz oder das Wesen bestimmen, der „Verflechtungszusammenhang von Elementen“ getreten. Damit brachte Cassirer zunächst bloß für die Logik den Funktionsbegriff gegen den Substanzbegriff zur Geltung, was zuvor aber auch schon von Émile Durkheim für die Analyse von Gesellschaften angedeutet wurde: Eine andere Gesellschaft verlangt auch eine andere Sicht- und Erkenntnisweise, was weitreichende Folgen für die Methodik der Sozialwissenschaften birgt.
Im Mai 1999 richtete die Universität Hamburg eine Akademische Gedenkfeier für Ernst Cassirer aus. Anschließend erschien die Festschrift mit den Ansprachen. In den Folgejahren wurde mit einer Gesamtausgabe und einer Ausgabe der nachgelassenen Schriften die Basis für die weitere Cassirer-Forschung geschaffen.

## Schriften (Auswahl)
- Descartes’ Kritik der mathematischen und naturwissenschaftlichen Erkenntnis, Marburg 1899.
- Leibniz’ System in seinen wissenschaftlichen Grundlagen. 1902
- Der kritische Idealismus und die Philosophie des „gesunden Menschenverstandes“. Töpelmann, Gießen 1906
- Kant und die moderne Mathematik. In: Kant-Studien, 12, 1907, S. 1–40
- Das Erkenntnisproblem in der Philosophie und Wissenschaft der neueren Zeit. (Band 1: 1906; Band 2: 1907; Band 3: Die nachkantischen Systeme, 1920; Band 4: Von Hegels Tod bis zur Gegenwart. (1832–1932), 1957)
- Substanzbegriff und Funktionsbegriff. Untersuchungen über die Grundfragen der Erkenntniskritik. 1910 Vgl. die engl. Übers. Substance and function, and Einstein’s theory of relativity, Chicago; London: The Open court publishing company 1923, Faksimile
- Freiheit und Form. Studien zur deutschen Geistesgeschichte. 1916
- Kants Leben und Lehre. 1918
- Heinrich von Kleist und die Kantische Philosophie, Reither und Reichard, Berlin 1919.
- Zur Einstein’schen Relativitätstheorie.Erkenntnistheoretische Betrachtungen. 1921 Vgl. die engl. Übers. Substance and function, and Einstein’s theory of relativity, The Open court publishing company, Chicago, London 1923 Faksimile
- Idee und Gestalt. Goethe, Schiller, Hölderlin, Kleist. 1921
- Philosophie der symbolischen Formen. 3 Bde. 1923 – 1929
- Sprache und Mythos. Ein Beitrag zum Problem der Götternamen, 1925 (wieder in: Wesen und Wirkung des Symbolbegriffs. Wissenschaftliche Buchgesellschaft WBG, Darmstadt 1994, S. 71–158)
- Individuum und Kosmos in der Philosophie der Renaissance. 1927
- Die Idee der republikanischen Verfassung. Universitätsrede, 1929
- Kant und das Problem der Metaphysik. Bemerkungen zu Martin Heideggers Kantinterpretation. Kant-Studien, 36, 1931, S. 1–16
- Erkenntnistheorie nebst den Grenzfragen der Logik und Denkpsychologie. In: Jahrbücher der Philosophie, 3, 1927, S. 31–92
- Die Philosophie der Aufklärung. 1932
- Determinismus und Indeterminismus in der modernen Physik. 1937
- Axel Hägerström: Eine Studie zur Schwedischen Philosophie der Gegenwart. 1939
- Zur Logik der Kulturwissenschaften. 1942
- Giovanni Pico della Mirandola. A Study in the History of Renaissance Ideas. In: Journal of the History of Ideas. Band 3, 1942, S. 123–144 und 319–354.
- An Essay on Man. An introduction to a philosophy of human culture. 1944 (in Dtld. engl. verlegt bei Meiner, Hamburg 2006, mit Anm.)
  - Übers. Wilhelm Krampf: Was ist der Mensch? Versuch einer Philosophie der menschlichen Kultur. Kohlhammer, Stuttgart 1960
  - Neuübers. Reinhard Kaiser: Versuch über den Menschen. Einführung in eine Philosophie der Kultur. Philosophische Bibliothek, 488. 2., verb. Aufl. Felix Meiner, Hamburg 2010 (zuerst Fischer, 1990)[54]
- The Myth of the State. (dt. 1949: Vom Mythus des Staates) 1946

### Neuausgaben
Die Gesamtausgabe der Werke Cassirers (Sigle ECW) liegt vor in 25 Bänden, Hrsg. von Birgit Recki, dazu ein Registerband und eine Volltext-CD-ROM, Felix Meiner Verlag. Sie enthält sämtliche Monographien, Aufsätze und Artikel.
- Philosophie der symbolischen Formen. Meiner, 2010 (Studienausgabe)

1. Die Sprache. ISBN 978-3-7873-1953-4
2. Das mythische Denken. ISBN 978-3-7873-1954-1
3. Phänomenologie der Erkenntnis. ISBN 978-3-7873-1955-8

- Rousseau, Kant, Goethe. Hrsg. von Rainer A. Bast, Meiner, Hamburg 1991, ISBN 978-3-7873-1026-5 (engl. Übers. als Faksimile)
- Erkenntnis, Begriff, Kultur. Hrsg. von Rainer A. Bast, Meiner, Hamburg 1993, ISBN 978-3-7873-1106-4
- Goethe und die geschichtliche Welt. Hrsg. Rainer von A. Bast, Meiner, Hamburg 1995, ISBN 978-3-7873-1196-5
- Descartes. Lehre – Persönlichkeit – Wirkung. Hrsg. von Rainer A. Bast, Meiner, Hamburg 1995, ISBN 978-3-7873-1367-9
- Die Philosophie der Aufklärung. Meiner, Hamburg 1998, ISBN 978-3-7873-1362-4
- Vom Mythus des Staates. Übers. Franz Stoessl. Meiner, Hamburg 2002, ISBN 978-3-7873-1616-8

### Nachlassausgabe
Im Nachlass Cassirers befinden sich neben den Vorarbeiten und Reinschriften für seine Veröffentlichungen auch eine große Anzahl von Texten, Vortragsentwürfen und Vortragsmanuskripten, Vorlesungen sowie Notizen, die zu seinen Lebzeiten nicht zum Druck gelangt sind. Diese Manuskripte spiegeln nicht nur sämtliche Schaffensperioden Cassirers wider und ergänzen damit das jeweils zu Lebzeiten veröffentlichte, sondern bieten auch neue Einsichten in seine Forschungsarbeit. Die in Band 1 versammelten Vorarbeiten für einen 4. Band der Philosophie der symbolischen Formen z. B., oder das als Band 2 erschienene Buch Ziele und Wege der Wirklichkeitserkenntnis, das 1937 keinen Verleger fand, bieten entscheidende Einblicke in die Fortentwicklung des cassirerschen Denkens in der Zeit des Exils. Die bisher unveröffentlichten Schriften Cassirers erscheinen daher seit 1995 im Hamburger Meiner-Verlag in einer historisch-kritischen Edition unter dem Reihentitel Ernst Cassirer, Nachgelassene Manuskripte und Texte (Sigle ECN, Reihenherausgeber: Klaus Christian Köhnke, John Michael Krois, Oswald Schwemmer). Stand und Plan der Edition ist derzeit folgender:
- Bd. 1: Zur Metaphysik der symbolischen Formen. 1995, ISBN 978-3-7873-1208-5
- Bd. 2: Ziele und Wege der Wirklichkeitserkenntnis. 1999, ISBN 978-3-7873-1246-7
- Bd. 3: Geschichte. Mythos. Beilagen: Biologie, Ethik, Form, Kategorienlehre, Kunst, Organologie, Sinn, Sprache, Zeit. 2002, ISBN 978-3-7873-1247-4
- Bd. 4: Symbolische Prägnanz, Ausdrucksphänomen und 'Wiener Kreis'. 2011, ISBN 978-3-7873-1249-8
- Bd. 5: Kulturphilosophie. Vorlesungen und Vorträge 1929–1941. 2004, ISBN 978-3-7873-1250-4
- Bd. 6: Vorlesungen und Studien zur philosophischen Anthropologie. 2005, ISBN 978-3-7873-1252-8
- Bd. 7: Mythos, Sprache und Kunst. 2011, ISBN 978-3-7873-1253-5
- Bd. 8: Vorlesungen und Vorträge zu philosophischen Problemen der Wissenschaften 1907–1945. 2010, ISBN 978-3-7873-1254-2
- Bd. 9: Zu Philosophie und Politik. 2008, ISBN 978-3-7873-1255-9
- Bd. 10: Kleinere Schriften zu Goethe und zur Geistesgeschichte. 2006, ISBN 978-3-7873-1256-6
- Bd. 11: Goethe-Vorlesungen (1940–1941). 2003, ISBN 978-3-7873-1257-3
- Bd. 12: Schillers philosophische Weltansicht. in Vorbereitung, ISBN 978-3-7873-1258-0
- Bd. 13: Zur Philosophie der Renaissance. in Vorbereitung, ISBN 978-3-7873-1259-7
- Bd. 14: Zu Descartes, Leibniz, Spinoza. in Vorbereitung, ISBN 978-3-7873-1260-3
- Bd. 15: Courses and Lectures on Kant’s Philosophy. in Vorbereitung, ISBN 978-3-7873-1261-0
- Bd. 16: Lectures on Hegel. in Vorbereitung, ISBN 978-3-7873-1262-7
- Bd. 17: Davoser Vorträge. Vorträge über Hermann Cohen. in Vorbereitung, ISBN 978-3-7873-1263-4
- Bd. 18: Ausgewählter wissenschaftlicher Briefwechsel. inkl. einer DVD-ROM mit sämtlichen etwa 1400 bislang aufgefundenen Briefen von und an Ernst Cassirer, 2009, ISBN 978-3-7873-1264-1

## Briefe
- „…meine innere Zugehörigkeit zum Judentum.“ E. C. erläutert Paul Tillich seine komplexe deutsch-jüdische Identität, 19. Mai 1944, in Münchner Beiträge zur jüdischen Geschichte und Kultur. Hg. Lehrstuhl für Jüdische Geschichte und Kultur, Michael Brenner. H. 2, 2013, S. 53–66 (mit anschl. Kommentar von Friedrich Wilhelm Graf). Ohne ISSN. Zugang

### Einführungen
- Hans Jörg Sandkühler, Detlev Pätzold (Hrsg.): Kultur und Symbol. Ein Handbuch zur Philosophie Ernst Cassirers. Metzler, Stuttgart 2003, ISBN 3-476-01974-8, Kapitel 6: Die Sprache. (PDF; 392 kB)
- Andreas Graeser: Ernst Cassirer. Beck, München 1994, ISBN 3-406-34639-1.
- Birgit Recki: Kultur als Praxis. Eine Einführung in Ernst Cassirers Philosophie der symbolischen Formen. Berlin 2004, ISBN 3-05-003870-5
- Birgit Recki: Cassirer. Reclam 2013, ISBN 3-15-020285-X
- Heinz Paetzold: Ernst Cassirer zur Einführung. 4. Auflage, Junius, Hamburg 2014, ISBN 978-3-88506-371-1
- Helmut Kuhn: Cassirer, Ernst Alfred. In: Neue Deutsche Biographie (NDB). Band 3, Duncker & Humblot, Berlin 1957, ISBN 3-428-00184-2, S. 168 f. (Digitalisat).
- Cornelia Richter: Cassirer, Ernst. In: Biographisch-Bibliographisches Kirchenlexikon (BBKL). Band 24, Bautz, Nordhausen 2005, ISBN 3-88309-247-9, Sp. 400–423 (Artikel/Artikelanfang im Internet-Archive).

### Weiterführende Literatur
- Jean-Chrysostome Kapumba Akenda: Vielfalt und Objektivität der Kulturformen. Zur Wissenschaftstheorie der Kulturwissenschaften bei Ernst Cassirer, Münster, LIT-Verlag, 1998, ISBN 3-8258-3590-1
- Norbert Andersch: 1929–2009. Vor 80 Jahren. Zur Pathologie des Symbolbewusstseins. Ernst Cassirers uneingelöster Beitrag zu einer radikalen Reform der Psychopathologie. In: Bernd Holdorff, Ekkehard Kumbier (Hrsg.): Schriftenreihe der Deutschen Gesellschaft zur Geschichte der Nervenheilkunde. Band 16, Würzburg 2010, S. 109–124
- Nobert Andersch: Symbolische Form und psychische Erkrankung. Argumente für eine „Neue Psychopathologie“. Klinische und philosophische Überlegungen. Königshausen & Neumann, Würzburg 2014, ISBN 978-3-8260-5304-7
- Tobias Bevc: Kulturgenese als Dialektik von Mythos und Vernunft. Ernst Cassirer und die Kritische Theorie. Würzburg 2005, ISBN 3-8260-2964-X
- Michael Bösch: Das Netz der Kultur. Der Systembegriff in der Kulturphilosophie Ernst Cassirers. Würzburg 2004, ISBN 3-8260-2757-4
- Horst Bredekamp, Claudia Wedepohl: Warburg, Cassirer und Einstein im Gespräch: Kepler als Schlüssel der Moderne. Wagenbach, Berlin 2015, ISBN 978-3-8031-5188-9
- Toni Cassirer: Mein Leben mit Ernst Cassirer. Vorbem. Peter Cassirer. Mit Abbildungen, Personen- und Sachindex und Schriftenverzeichnis. Felix Meiner, Hamburg 2004, ISBN 3-7873-1625-6 [zuerst 1950, u. d. T.: Aus meinem Leben mit Ernst Cassirer]
- Tobias Endres: Ernst Cassirers Phänomenologie der Wahrnehmung, Meiner, Hamburg, 2020. ISBN 978-3-7873-3903-7
- Tobias Endres, Pellegrino Favuzzi, Timo Klattenhoff (Hrsg.): Philosophie der Kultur- und Wissensformen. Ernst Cassirer neu lesen. Peter Lang, Berlin 2016, ISBN 978-3-631-66489-6
- Massimo Ferrari: Ernst Cassirer. Stationen einer philosophischen Biographie. Von der Marburger Schule zur Kulturphilosophie. Übers. Marion Lauschke. Meiner, Hamburg 2003, ISBN 3-7873-1636-1.
- Michael Friedman: Carnap, Cassirer, Heidegger. Geteilte Wege. Fischer TB, Frankfurt 2004, ISBN 3-596-16006-5.
- Thomas Göller: Ernst Cassirers kritische Sprachphilosophie. Darstellung, Kritik, Aktualität. Königshausen und Neumann, Würzburg 1986, ISBN 978-3-8847-9265-0.
- Gerald Hartung: Das Maß des Menschen. Aporien der philosophischen Anthropologie und ihre Auflösung in der Kulturphilosophie Ernst Cassirers. Velbrück Wissenschaft, Weilerswist 2003, ISBN 3-934730-72-8.
- Andreas Jürgens: Humanismus und Kulturkritik. Ernst Cassirers Werk im amerikanischen Exil. Wilhelm Fink, Paderborn 2012, ISBN 978-3-7705-5367-9.
- Dominic Kaegi, Enno Rudolph (Hrsg.): Cassirer – Heidegger: 70 Jahre Davoser Disputation. Meiner, Hamburg 2002, ISBN 3-7873-1581-0.
- Guido Kreis: Cassirer und die Formen des Geistes. Suhrkamp, Frankfurt 2010, ISBN 978-3-518-29551-9.
- John Michael Krois: Cassirer. Symbolic Forms and History. Yale University Press, New Haven 1987, ISBN 978-0-300-03746-3.
- Christine Magerski: „Die Wirkungsmacht des Symbolischen. Von Cassirers Philosophie der symbolischen Formen zu Bourdieus Soziologie der symbolischen Formen“. Zeitschrift für Soziologie, Heft 2, 2005, 112–127.
- Thomas Meyer: Ernst Cassirer. 2. Aufl., Ellert & Richter, Hamburg 2007, ISBN 978-3-8319-0217-0.
- Oliver Müller: Das Deutsche ist europäisch. In: Die Zeit, Nr. 2, 2007
- Sebastian Musch: Humanistischer Glaube, Freiheit und Magie – Zur ideengeschichtlichen Funktion des Pico della Mirandola bei Ernst Kassierer. Zeitschrift für Religions- und Geistesgeschichte, 66, 3–4, 2014, 233–242
- Barbara Naumann: Philosophie und Poetik des Symbols. Cassirer und Goethe. Fink, München 1998, ISBN 978-3-7705-3297-1
- Viola Nordsieck: Formen der Wirklichkeit und der Erfahrung. Henri Bergson, Ernst Cassirer und Alfred North Whitehead. Karl Alber Verlag, München/Freiburg i. B. 2015. ISBN 978-3-495-48735-8.
- Heinz Paetzold: Ernst Cassirer. Von Marburg nach New York, eine philosophische Biographie. Wissenschaftliche Buchgesellschaft WBG, Darmstadt 1995, ISBN 3-534-11816-2
- Roman Parkhomenko: Cassirers politische Philosophie. Zwischen allgemeiner Kulturtheorie und Totalitarismus-Debatte. Universitätsverlag Karlsruhe, Karlsruhe 2007, ISBN 978-3-86644-186-6 (Dissertation, KIT Karlsruhe, Fakultät für Geistes- und Sozialwissenschaften, 15. Juli 2005, Referent: Hans-Peter Schütt, Volltext PDF, 1,9 MB)
- Martina Sauer: Wahrnehmen von Sinn vor jeder sprachlichen oder gedanklichen Fassung? Frage an Ernst Cassirer. In: Kunstgeschichte. Dezember 2008 (urn:nbn:de:0009-23-23387).
- Martina Sauer: Verantwortung. Vom Aufladen mit Bedeutung in Kunst und Sprache. Zu den Konsequenzen aus den kulturanthropologischen Ansätzen von Cassirer, Warburg und Böhme. In: Kathrin Oxen, Dietrich Sagert (Hrsg.): Mitteilungen - zur Erneuerung evangelischer Predigtkultur. Leipzig 2013, S. 15–33 [Kirche im Aufbruch, 5]
- Martina Sauer: Ästhetik versus Kunstgeschichte? Ernst Cassirer als Vermittler in einer bis heute offenen Kontroverse zur Relevanz der Kunst für das Leben. in: Thiemo Breyer, Stefan Niklas (Hrsg.): Ernst Cassirer in systematischen Beziehungen. Zur kritisch-kommunikativen Bedeutung seiner Kulturphilosophie, Berlin 2018. Deutsche Zeitschrift für Philosophie, Sonderband 4, S. 239–260
- Oswald Schwemmer: Ernst Cassirer. Ein Philosoph der europäischen Moderne. Akademie Verlag, Berlin 1997, ISBN 3-05-003105-0
- Paul A. Schilpp (Hrsg.): The Philosophy of Ernst Cassirer. Open Court Publishing Company, LaSalle, Illinois 1958 (Library of Living Philosophers, 6)
- Jean Seidengart (Hrsg.): Ernst Cassirer, de Marbourg à New York: l’itinéraire philosophique (Actes du colloque de Nanterre, 12.–14. Oktober 1988). Les Éditions du Cerf, Paris 1990, ISBN 2-204-04018-5
- Markus Tomberg: Studien zur Bedeutung des Symbolbegriffs. Platon, Aristoteles, Kant, Schelling, Cassirer, Mead, Ricoeur. Würzburg 2001, ISBN 3-8260-1991-1
- Wolfgang Vögele (Hrsg.): „Die Gegensätze schließen einander nicht aus, sondern verweisen aufeinander.“ Ernst Cassirers Symboltheorie und die Frage nach Pluralismus und Differenz. Loccum 1999, ISBN 3-8172-3098-2
- Susanne Wittek: „So muss ich fortan das Band als gelöst ansehen.“ Ernst Cassirers Hamburger Jahre 1919-1933. (Wissenschaftler in Hamburg, 3) Wallstein, Göttingen 2019, ISBN 978-3-8353-3537-0
- Sebastian Wogenstein: Horizonte der Moderne. Tragödie und Judentum von Cohen bis Lévinas. Universitätsverlag Winter, Heidelberg 2011, ISBN 978-3-8253-5851-8
- Richard von Kymmel: Der Begriff des 'Symbols' in der Philosophie Ernst Cassirers, Diss. Bonn 1953